# Ursa Minor
Ursa Minor (abreviação: UMi), a Ursa Menor, é uma constelação do hemisfério celestial norte. O genitivo, usado para formar nomes de estrelas, é Ursae Minoris.
As constelações vizinhas são a Ursa Maior, o Cefeu, a Girafa e o Dragão.

## Características
A Ursa Menor é a constelação que contém a Estrela Polar, a estrela mais próxima do polo norte celeste.